# Changelog

Un changelog (anglicisme), ou journal des modifications, est une liste des modifications, généralement présentées par ordre décroissant de commit, et groupées par version.
Il peut être distribué comme fichier avec le logiciel, inclus dans la documentation ou placé sur un portail destiné aux développeurs du projet.
Chaque entrée comporte des résumés succincts des modifications, parfois accompagnées de métadonnées comme l'auteur, un identifiant de bug.

## Exemple
Ex. : pour un projet de comptabilité informatisée, on peut imaginer
```
ChangeLog
- Mise en conformité avec la terminologie du plan comptable (Vincent et Michel)
- Bugs d'affichage des graphiques d'équilibre des comptes corrigés (Gaby)
- Ajout de la fonction pour gérer plusieurs comptes (Sara)
- Réparation des éventuelles failles de sécurité lors des échanges par le réseau (Stéphane et Raoul)
- Orthographe dans la documentation (José)
```

Dans une situation idéale, les éléments présents dans un changelog sont ceux prévus dans la todo list. En pratique, il y a généralement également de nombreuses corrections de bugs, dues à des erreurs humaines ou des imprévus de toutes sortes (composer un problème avec le système, un pilote, un problème matériel, situation non planifiée…) et les correctifs de sécurité.

## Gestion de versions
Certains logiciels de gestion de versions sont capables de générer les informations applicables comme un changelog, typiquement celles issues des commandes traditionnelles diff et commit. En complément, un utilitaire comme vc-dwim permet de maintenir un fichier ChangeLog décrivant les modifications apportées aux fichiers sous contrôle de versions. Il est notamment compatible avec Git, mercurial, bzr, CVS et SVN.